# Henan
Henan (kitajsko 河南, dobesedno Južno od reke) ali Honan je kitajska provinca v osrednji Kitajski. Pogosto se omenja tudi kot Džongjuan ali Džongdžov (中州), kar dobesedno pomeni "centralna ravnina" ali "sredogorje". Ime se pogosto uporablja za celotno notranjo Kitajsko. Henan je rojstni kraj kitajske civilizacije Han z več kot 3200-letno zgodovino in ostal kulturno, gospodarsko in politično središče Kitajske do pred približno 1000 leti. 
Provinca Henan je dom številnih znamenitosti, vključno z ruševinami Jina, glavnega mesta dinastije Šang, in templjem Šaolin. Štiri od osmih velikih starodavnih prestolnic Kitajske, Luojang, Anjang, Kajfeng in Džengdžov so v Henanu. Tudi vadba taj čija se je začela v Henanu in sicer v vasi Čen Džja Gov (slog čen). Iz Henana sta tudi poznejša sloga džang in vu.
Čeprav ime province (河南) pomeni »južno od [Rumene] reke«, leži približno četrtina province severno od Rumene reke, znane tudi kot Huang He. Henan ima površino 167.000 km² in pokriva velik del rodovitne in gosto poseljene Severnokitajske nižine. Njegove sosednje province so Šaanši, Šanši, Hebej, Šandong, Anhuj in Hubej. 
Henan je tretja najbolj naseljena kitajska provinca z več kot 99 milijoni prebivalcev leta 2020. Henan je tudi sedma najbolj naseljena subnacionalna enota na svetu. Če bi bil samostojna  država, bi bil po številu prebivalcev na 14. mestu na svetu, pred Egiptom in Vietnamom. Provinca ima na Kitajskem negativen sloves, ljudje iz Henana pa so pogosto deležni regionalne diskriminacije.
Henan je z nominalnim BDP 926 milijard USD leta 2021 peto  največje gospodarstvo Kitajske, drugo največje v južni osrednji Kitajski in za Guangdongom največje med celinskimi provincami. Če bi bil samostojna država, bi bil leta 2021 18. največje gospodarstvo na svetu. Ob tem je treba povedati, da je BDP na prebivalca nizek v primerjavi z drugimi vzhodnimi in osrednjimi provincami. Gospodarstvo še naprej raste zaradi rasti cen aluminija in premoga, pa tudi kmetijstva, težke industrije, turizma in trgovine na drobno. Visokotehnološke industrije in storitveni sektor so skoncentrirani okoli Džengdžova in Luojanga. 

## Zgodovina
Henan, ki  skupaj s provincama Šaanši in Šanši velja za eno od zibelk kitajske civilizacije, je v bil zgodovini znan po svoji blaginji in občasnih padcih. Blaginja je bila posledica obsežnih rodovitnih ravnin in lege v središču države. Njegova strateška lega je pomenila tudi to, da je trpel v skoraj vseh večjih vojnah na Kitajskem. Veliko škode so povzročale tudi so občasne poplave Rumene reke. Kajfeng je med poplavami kar sedem krat zasul mulj Rumene reke. 

### Stari vek
Arheološka najdišča razkrivajo, da so bile prazgodovinske kulture, kot sta kultura jangšao in kultura longšan, aktivne v današnjem severnem Henanu od neolitika dalje. Novejša kultura erlitov je bila sporno poistovetena z dinastijo Šja, prvo in večinoma legendarno kitajsko dinastijo, ustanovljeno približno v 21. stoletju pr. n. št. Skoraj celotno kraljestvo Šja je obstajalo znotraj današnjega severnega in osrednjega Henana. 
Dinastija Šja je propadla okoli 16. stoletja pr. n. št. po invaziji Šanga, sosednje vazalne  države s središčem okoli današnjega Šangčjuja v vzhodnem Henanu. Dinastija Šang (16.–11. stoletje pr. n. št.) je bila prva pisno dokumentirana dinastija Kitajske. Njene številne prestolnice se nahajajo v sodobnih mestih Šangčju, Janšiju in Džengdžov. Njeno zadnje in najpomembnejše glavno mesto Jin v sodobnem Anjangu je mesto, kjer je nastala prva kitajska pisava. 
V 11. stoletju pr. n. št. je z zahoda iz Šaanšija prišla dinastija Džov in strmoglavila  dinastijo Šang. Prestolnica je bila prestavljena v Čangan, s čimer je bilo politično in gospodarsko središče Kitajske prvič premaknjeno iz Henana. Leta 722 pr. n. št., ko so Čangan opustošili vdori Hionitov, so prestolnico premaknili nazaj proti vzhodu v Luojang. S tem se je začelo obdobje pomladi in jeseni, obdobje vojn in rivalstva. Henan in vsa Kitajska sta bila razdeljena na vrsto majhnih neodvisnih držav, ki so bile nenehno v vojni za nadzor nad osrednjo kitajsko nižino. Za vladarja Kitajske je še vedno veljal kralj Džova s sedežem v Luojangu, vendar je njegova realna oblast nad fevdalnimi kraljestvi praktično izginila. Kljub dolgotrajnemu obdobju nestabilnosti so se v tem obdobju pojavili vidni filozofi, kot je Konfucij, in ponudili svoje zamisli o tem, kako naj bi se vodila država. Laodzi, utemeljitelj daoizma, je bil rojen v severnem Čuju, delu današnjega Henana. 
Kasneje je v obdobju vojskujočih se držav množico držav zamenjalo sedem velikih in močnih držav. Henan je bil razdeljen med tri države: Vej na severu, Ču na jugu in Han med njima. Leta 221 pr. n. št. je vojska Čina iz Šaanšija zasedla vseh drugih šest držav in končala osemsto let vojskovanja.

### Cesarsko obdobje
Jing Dženg (Čin Ši Huang), vladar Čina, se je leta 220 pr. n. št. okronal za prvega kitajskega cesarja. Odpravil je fevdalni sistem in centraliziral vso oblast, ustanovil dinastijo Čin in prvič združil osrednjo Kitajsko v eno državo. Po njegovi smrti leta 210  pr. n. št. je cesarstvo hitro propadlo. Dinastijo Čin je leta 206 pr. n. št. nadomestila dinastija Han s prestolnico v Čanganu. Začela se je zlata doba kitajske kulture, gospodarstva in vojaške moči. Prestolnica se je po državnem udaru v Čanganu in ustanovitvi kratkožive dinastije Šin leta 25 n. št. preselila proti vzhodu v Luojang. Luojang je hitro ponovno prevzel nadzor nad Kitajsko. Začela se je dinastija Vzhodni Han (25–220 n. št.), ki je zlato dobo podaljšala še za dve stoletji. 
Pozna dinastija Vzhodni Han je bila priča vojni in rivalstvu med regionalnimi vojskovodji. Šučang v osrednjem Henanu je bil središče moči Cao Caoja, ki mu je sčasoma uspelo združiti celotno severno Kitajsko v kraljestvo Vej. Prestolnica kraljestva se je preselila v Luojang, ki je ostal prestolnica tudi po združitvi Kitajske pod dinastijo Zahodni Džin. V tem obdobju je Luojang postal eno največjih in najbolj uspešnih mest na svetu, čeprav so ga večkrat prizadele vojne. 
S padcem dinastije Zahodni Džin v 4. in 5. stoletju so v severno Kitajsko vdrla nomadska ljudstva s severa in v severni Kitajski, vključno s Henanom, vzpostavila številne zaporedne režime. Prišleki so bili postopoma asimilirani v kitajsko kulturo v procesu, znanem kot sinizacija. 
Kratkotrajna dinastija Sui je leta 589 ponovno združila Kitajsko s prestolnico v Čanganu. Država je propadla zaradi dragega poskusa cesarja Sui Janga, da bi prestolnico preselil iz Čangana v Luojang, kjer je zgradil številne ekstravagantne palače. Naslednica, dinastija Tang (618–907), je obdržala prestolnico v Čanganu, kar je pomenilo začetek druge zlate dobe Kitajske. Henan je bil ena od najbogatejših pokrajin v cesarstvu. 
Dinastija Tang je trajala tri stoletja, preden je na koncu podlegla notranjim sporom. V obdobju petih dinastij in desetih kraljestev (907–960), ki je sledilo, je Kajfeng v vzhodnem Henanu postal prestolnica štirih dinastij. Tudi dinastija Song, ki je leta 982 združila Kitajsko, je imela glavno mesto v Kajfengu. Pod vladavino Songa je Kitajska vstopila v drugo dobo kulture in blaginje, Kajfeng pa je prehitel Luojang in Čangan kot največje mesto na Kitajskem in na svetu. Leta 1127 je dinastija Song podlegla zavojevalcem s severa Džurčenom (dinastija Džin) in jim leta 1142 prepustila celotno severno Kitajsko, vključno s Henanom. Vlada Songa je svojo prestolnico preselila v Hangdžov na jugu Kitajske, ki je pod dinastijo Južni Song (1127–1279) užival relativno gospodarsko in kulturno blaginjo. Zaradi dolgotrajnega obdobja miru ter kulturne in gospodarske blaginje je regija Džjangnan v delti reke Jangce postala novo središče kitajske kulture in gospodarstva. 
Kajfeng je bil južna prestolnica Džurčenov od leta 1157, po drugih virih od leta 1161, in bil v tem času rekonstruiran. Džurčeni so obdržali svojo glavno prestolnico na severu do leta 1214, ko so bili prisiljeni premakniti cesarski dvor proti jugu v Kajfeng, da bi pobegnili pred napadi Mongolov. Leta 1234 so podlegli združenim silam Mongolov in dinastije Song. Oblast so prevzeli Mongoli in do leta 1279 osvojili celo Kitajsko. Ustanovili so dinastijo Juan in postavili meje province Henan, zelo podobne sedanjim. Ozemlje Henana in njegova gospodarska vloga se pod kasnejšimi dinastijami nista spremenila. Henan je ostal pomemben v dinastiji Ming (1368–1644) in dinastiji Čing (1644–1911), ki sta sledili, čeprav je njegovo gospodarstvo zaradi pogostih naravnih nesreč počasi propadalo. 

### Sodobni Henan
Revolucija leta 1911 je strmoglavila dinastijo Čing, nato pa je bila leta 1912 ustanovljena Republika Kitajska. V njej je igral pomembno vlogo Juan Šikaj iz Henana, ki je postal prvi predsednik republike. Gradnja in razširitev železnice Pinghan in Longhaj sta Džengdžov, takrat manjše okrajno mesto, spremenila v glavno prometno križišče. Gospodarstvo Henana je kljub vzponu Džengdžova večkrat zaostajalo zaradi številnih katastrof, ki so prizadele celo Kitajsko. 
Henan je močno trpel med drugo kitajsko-japonsko vojno. Ko je japonska vojska leta 1938 zavzela Kajfeng, se je kitajska vlada pod vodstvom Čjang Kajšeka odločila razstreliti jez Huajuankov v Džengdžovu, da bi preprečila japonskim silam nadaljnje napredovanje. Uničenje jezu je povzročilo velike poplave v Henanu, Anhuiju in Džjangsuju in več sto tisoč mrtvih. 
Leta 1942 je Henan prizadela velika lakota, ki je bila posledica suše, kobilic in uničenja, ki ga je povzročila vojna. Kitajske in japonske oblasti so kljub pomanjkanju hrane nadaljevale s politiko zaseganja žita, zaradi česar je bilo število smrtnih žrtev veliko večje, kot bi lahko bilo sicer. 
Leta 1954 je vlada nove Ljudske republike Kitajske prestolnico Henana preselila iz Kajfenga v Džengdžov zaradi njegovega gospodarskega pomena. Ljudska republika Kitajska je pred tem ustanovila kratkotrajno provinco Pingjuan, sestavljeno iz današnjega severnega Henana in zahodnega Šandonga s Šinšjangom kot glavnim mestom. Provinca je bila leta 1952 ukinjena. 
Leta 1958 je Jašan v okrožju Sujping v Henanu postal prva ljudska komuna na Kitajskem, kar je naznanilo začetek "velikega skoka naprej". V kasnejših lakotah v zgodnjih šestdesetih letih prejšnjega stoletja, ki jih ljudje pripisujejo "velikemu skoku naprej", je bil Henan eden najbolj prizadetih. Umrlo je več milijonov prebivalcev. 
Leta 1959 je v Henanu izbruhnil kmečki upor, ki je bil po dvajsetih dneh spopadov zatrt.
Uničujoče poplave reke Huaj poleti 1950 so spodbudile obsežno gradnjo jezov na njenih pritokih v osrednjem in južnem Henanu. Na žalost številni jezovi niso prenesli izredno visokih količin padavin, ki jih je povzročil tajfun Nina avgusta 1975. Porušilo se je dvainšestdeset jezov, med njimi tudi največji jez Bančjao v okrožju Bijang. V katastrofalnih poplavah je umrlo najmanj 26.000 ljudi. Sledile so epidemije, ki so skupaj s poplavami po neuradnih ocenah  povzročile od 85.600  do 171.000 ali celo celo 230 000 življenj. Katastrofa velja za najbolj smrtonosno nesrečo zaradi porušitve jezu v človeški zgodovini.
Do začetka 70. let 20. stoletja  je bila Kitajska ena najrevnejših držav na svetu, Henan pa ena najrevnejših provinc na Kitajskem. Leta 1978 je komunistični voditelj Deng Šjaoping uvedel politiko odprtih vrat in sprejel kapitalizem. Na Kitajskem se je začel gospodarski razcvet, ki traja še danes. Razcvet sprva ni dosegel celinskih provinc, kot je Henan, potem pa je gospodarstvo Henana raslo hitreje od kitajskega povprečja. 
Novembra 2004 je bilo v okrožju Džongmou v Henanu razglašeno vojno stanje, da bi zadušili smrtonosne etnične spopade med Kitajci Hani in Kitajci Hui. V spopadih naj bi umrlo 7 do 148 ljudi. 
Julija 2021 so velike količine padavin povzročile poplave, ki so terjale 302 žrtvi in povzročile škodo v višini 82 milijard juanov.

## Geografija
Henan leži na obeh straneh Rumene reke, ki teče skozi provinco 700 km. Večina Henana je južno od reke. Provinco na zahodu, severozahodu in jugu od drugih provinc ločujejo gore in reke kot naravne ovire. Na vzhodu se provinca širi v Veliko nižino, ki ponuja zelo dobre pogoje za kmetijstvo. 
Henan ima celinsko podnebje s hladnimi zimami in relativno suhimi ter vročimi in vlažnimi poletji. Temperature in padavine naraščajo od severa proti jugu. Močno ga ogrožajo naravne nesreče. V zadnjih 2000 letih so zabeležili skoraj 1000 suš in katastrofalnih poplav. Razmeroma plitva struga Rumene reke po eni strani ugodno vpliva na kmetijstvo, po drugi strani pa lahko močno deževje zelo hitro povzroči velike poplave. Nasipi in kanali, zgrajeni po letu leta 1950, dajejo boljšo zaščito in hkrati boljše pogoje za kmetijstvo.

## Demografija
S približno  93,6 milijoni prebivalcev je Henan za Guangdongom in Šandongom tretja najštevilnejša kitajska regija. Prebivalstvo je zelo homogeno, saj 98,8 % prebivalstva tvorijo Hani. Na podeželju in v mestih je tudi nekaj Mongolov in Mandžurov. Zaradi kitajske politike, da ima lahko družina samo enega otroka, in posledičnih abortusov ženskih zarodkov, je bilo leta 2000  razmerje med moškimi in ženskami 118,46 proti 100. Družine, ki so imele samo hčerke, so zato dobivale državne subvencije.  Nekatere študije kažejo, da je razmerje še bolj neugodno, vendar so številke vprašljive, ker družine z več kot enim otrokom pogosto ne prijavljalo svojih hčera, da bi se izognile kaznim. 

### Religija
Raziskava iz leta 2012 kaže, da samo okoli 13 % prebivalcev Henana pripada organiziranim religijam. Največ je budistov (6,4 %), katerim sledijo protestanti (5,6 %), muslimani (1,3 %) in katoličani (0,5 %). V Henanu je nekaj pomembnih središč kitajskega budizma, med njimi Tempelj belega konja in znameniti samostan samostan Šaolin. 
Poročilo ne omenja drugih veroizpovedi, kamor spadajo čaščenje naravnih božanstev, konfucijanstvo, daoizem in ljudska verovanja. Prednike v zasebnih in javnih svetiščih časti kakšnih 8 % Henancev.

## Turizem
Henan se nahaja v dolini Rumene reke, naseljeni od prazgodovine. V neolitiku so nastali dodelana keramika, pisava in glasbila pejliganške in jangšaojske kulture. V Henanu so bile tri od sedmih zgodovinskih kitajskih prestolnic: Luojang, Kajfeng in Anjang. Na državni ravni je zaščitenih 16 zgodovinskih območij v Henanu, na ravni province pa 267 območij. 
Med glavne zgodovinske znamenitosti spadajo: 
- dolina Baligov v Šinšjangu
- Observatorij Dengfeng, najstarejši na Kitajskem
- Jame Longmen pri Luojangu, uvrščene med Unescovo svetovno dediščino
- gora Džigong na južni meji Henana
- gora Mangang v Šangčjuju
- gora Song pri Dengfengu, ena od petih kitajskih svetih gor
- samostan Šaolin na gori Song
- Pagoda Songjue
- Tempelj belega konja v Luojangu
- Jinšu v Anjangu, uvrščen med Unescovo svetovno dediščino
- Tempelj Jovguo z Železno pagodo
- gora Juntaj v Džjaodzuovu